# Кьонджу
Кьонджу (кор. 경주) — один з основних туристичних центрів Південної Кореї. Розташований у південно-східній частині провінції Кьонсан-Пукто на березі Японського моря. Найближчі міста — великі промислові центри Ульсан і Пхохан. Ландшафт сформований східними відрогами гірського хребта Тхебексан.
Кьонджу був столицею давньокорейської держави Сілла і одним з найпроцвітаючих міст Східної Азії. Сілла, що виникла на початку І тис. н. е., поширювалася на більшу частину Корейського півострова в період з VII по IX століття. З тих пір в місті залишилося безліч пам'яток історії та культури. Після падіння Сілла місто поступово втратило своє значення.
Сучасний Кьонджу — це типове південнокорейське місто середнього розміру. Однак велика кількість визначних пам'яток, які в тому числі входять до списку Світової спадщини ЮНЕСКО, роблять Кьонджу, разом з Сеулом, центром туризму Південної Кореї.

## Символи міста

Герб Кьонджу

Герб Кьонджу являє собою корону на тлі синього неба. Корона в даному випадку символізує минуле міста, коли він був столицею стародавньої держави Сілла. Синє небо фону уособлює світле майбутнє міста, а шість зірок, розташованих на небі — це шість поселень, з яких виросла держава Сілла.
Інші символи міста включають в себе:
- Квітка: форзиція
- Дерево: сосна
- Птиця: сорока

## Географія
Кьонджу розташований в південно-східній частині провінції Кьонсан-Пукто. Межує з містом прямого підпорядкування Ульсан на півдні, містами Пхохан на півночі, Йончхон на північно-заході і повітом Чхондо на південно-заході. Зі сходу омивається Японським морем.
Ландшафт переважно холмистий, однак частину західної частини міста займають відроги хребта Тхебексан. Найвища точка Кьонджу — гора Мунбоксан (1013 метрів над рівнем моря) в районі Санне-мьон на кордоні з Чхондо. На схід від хребта Тхебексан розташовані відроги гір Чусасан і Тондесан.
Річкова система Кьонджу сформована цими горами. Гори Тондесан формують річкову систему західної частини міста, більшу частину якої становить басейн річки Хьонсанган, що бере початок на території Ульсану і впадає в море біля Пхоханської бухти. Головні притоки Хьонсангана — невеликі річки Пукчхон і Намчхон (Північний струмок і Південний струмок відповідно), що впадають у водосховище Кьонджу. У південно-західній частині міста протікає притока Нактонгану — річка Кимхоган, а в південній — річка Техваган, що впадає в море недалеко від Ульсану.
Берегова лінія Кьонджу протягнута на 33 кілометри між Пхоханом на півночі і Ульсаном на півдні. Лінія берега порізана несильно, головним чинником, що формує її є гирла річок. Найбільша бухта міста знаходиться в південно-східній його частині поруч з Ульсаном. Тут розташована база Національної морської поліції, у чиї функції входить підтримка порядку на прилеглій акваторії.
Завдяки розташуванню на березі моря, клімат Кьонджу трохи більш м'який і вологий, ніж у центральних частинах країни. Літо тепле і вологе, зима прохолодна і відносно суха. Липень і серпень — сезон дощів. Як і на решті частини Корейського півострова, нерідкі осінні тайфуни. Середньорічна кількість опадів — 1091 міліметрів, середньорічна температура — 12,2 °C.
Історичний центр міста розташований у низовині на березі Хьонсангану. У давнину в результаті тайфунів тут були нерідкими повені. У середньому хроніки повідомляють про повені кожні 27,9 років. Зараз, після введення в дію сучасних систем контролю повеней, повені в Кьонджу — велика рідкість.

## Історія

### Сілла

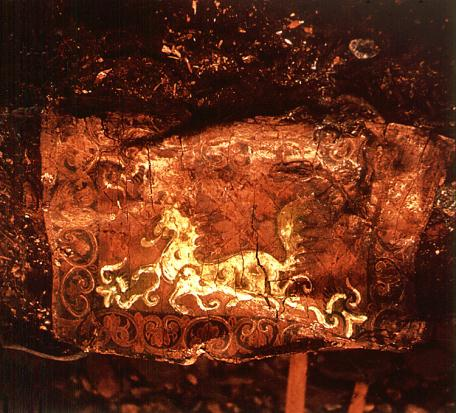
«Малюнок Небесного Коня» малюнок VI ст. знайдений на території Кьонджу

Рання історія Кьонджу тісно пов'язана з розквітом давньокорейські держави Сілла, столицею якого було місто. Вперше Кьонджу згадується у не корейських записах, що належать до епохи Самхан на початку нашої ери. Це китайські хроніки, у яких Кьонджу згадується під іменем Сарогук, як місто одного з дванадцяти племінних союзів, що складали протодержавне об'єднання, відоме сьогодні як Чінхан. Сарогук пізніше розвинувся в державу Сілла. Корейські хроніки, які, як вважається, засновані на придворних записах епохи Сілла, стверджують, що Кьонджу був заснований в 57 році до н. е.. першим монархом Сілла, ваном Паком Хьоккосе, шляхом об'єднання шести невеликих поселень. В епоху Сілла місто мало назву Сораболь, Керім і Кимсон.
Після об'єднання Корейського півострова під владою Сілла в середині VII століття Кьонджу став центром політичного і культурного життя всієї Кореї. У місті розташовувалася резиденція ванів Сілла і придворної знаті. У той час Кьонджу переживав свій розквіт, про нього знали навіть у Єгипті. Згідно з хроніками «Самгук Юса» в місті в той час знаходилося 119 тисяч дворів, що дозволяє припустити, що населення наближалося до мільйона чоловік. Велика частина історико-культурної спадщини, яка дійшла до наших днів, була створена в той час, відомий як епоха Об'єднаного Сілла.
Процвітання міста тривало в історичному масштабі відносно недовго. В кінці IX століття Сілла переживало занепад, що призвело в результаті до його розпаду на три частини (епоха Пізніх королівств). У 927 році Кьонджу увійшло до складу Хупекче, одного з трьох Пізніх держав. Через деякий час, під час правління вана Кьонсона, Хупекче впало під натиском воєначальника Теджо, засновника династії Корьо. Столиця Кореї і королівський двір переїхали з Кьонджу у Кагьон (сучасний Кесон).

### Періоди Корьо і Чосон
Під час династії Корьо (935–1392) Кьонджу поступово втрачав своє значення, залишаючись, однак, провінційним центром. У 940 році під час правління вана Теджо Кьонджу отримав свою сучасну назву і став адміністративним центром в регіоні Йоннам. Під управлінням Кьонджу знаходилася велика територія, що включала більшу частину східних і центральних регіонів Йоннаму.
У 987 році місту було присвоєно звання «Східної Столиці», втім трохи пізніше, в 1012 році воно було знято. В епоху Корьо в Кьонджу також розташовувався «Андон Тедохобу», орган, що завідував військовими справами більшої частини східної та центральної Кореї. У XIII столітті, після повстань, пов'язаних з рухом за реставрацію Сілла, цей орган зник. Тоді ж межі області, керованої з Кьонджу, значно звузилися. Під час династії Чосон (1392–1910) Кьонджу продовжив втрачати своє значення. Він перестав бути регіональним центром після того, як була побудована Велика йоннамська дорога, що з'єднала Сеул з портом Тонне (зараз це район Пусану) в обхід Кьонджу. У 1601 році столиця провінції перемістилася в Тегу, місто, розташоване біля цієї дороги.
Протягом всієї епохи Чосон історичні пам'ятники Кьонджу неодноразово грабували й руйнувалися. У XIII столітті монгольські завойовники зруйнували дев'ятиповерхову дерев'яну пагоду в храмі Хванньонса. Під час Японсько-корейської війни японські війська спалили дерев'яні споруди в храмі Пульгукса. Крім того, є свідчення участі у руйнуванні буддійських скульптур на горі Намсан неоконфуціанських радикалів

### Нова історія
У XX столітті статус і межі Кьонджу змінювалися кілька разів. З 1895 по 1955 роки Кьонджу мав статус повіту, причому центр мав статус «мьон», який зазвичай присвоюється малонаселеним адміністративним одиницям. У 1931 році центр Кьонджу отримав статус «ип», який давався більш урбанізованим районам. Нарешті, в 1955 році Кьонджу-ип отримав статус «сі» (місто), а інша частина повіту Кьонджу стала повітом Вольсон, який був об'єднаний з містом в 1995 році. З тих пір межі міста не змінювалися.
У XX столітті Кьонджу залишався відносно невеликим містом, не справляючи великого впливу на політичне чи економічне життя країни. Однак з початку XX століття тут розпочалися археологічні розкопки, переважно в численних похованнях знаті епохи Сілла. У 1915 році був закладений музей, попередник сучасного Національного музею Кьонджу. Розкопки того періоду проводилися переважно японськими археологами і нерідко поєднувалися з мародерством і грабунками. Опубліковано лише кілька звітів про розкопки.
У пізні роки японського колоніального правління Кьонджу став транспортним вузлом — тут був побудований залізничний вокзал. Гілка Тонхе Намбу була закінчена в 1935 році, причому прокладена вона була прямо через історичні зони центрального Кьонджу. Гілка Чун'ан була завершена в 1942 році, після чого Кьонджу був з'єднаний прямою дорогою з Кьонсоном (сучасний Сеул). Будівництво доріг заклало базу для майбутнього промислового розвитку Кьонджу. Приблизно в той же час почався розвиток міста як туристичного центру.
Після звільнення Кореї в 1945 році в країні почалася розруха. У Кьонджу був організований табір для репатріантів (сучасний район Тончхон-дон). В горах навколо міста діяли численні розбійницькі загони.
У 1950 році почалася Корейська війна. Кьонджу практично не постраждав під час війни, залишаючись під контролем південної коаліції. Лише в кінці 1950 року лінія фронту проходила по північних районах міста (лінія Пусанського периметру).
У 1970-х роках Південна Корея переживала бурхливий економічний підйом. У регіоні Йоннам було створено кілька великих промислових центрів, у тому числі і в Кьонджоні. У 1971 році була закінчена автомагістраль Кьонбу, що з'єднала Сеул і Пусан, і проходила через Кьонджу, в 1973 році в сусідніх містах Пхохані і Ульсані було відкрито відповідно металургійне і хімічне виробництва. Ці події підштовхнули розвиток промисловості в Кьонджу.
Протягом усього XX століття громадяни міста не мали можливості вибирати міську владу — мер міста призначався центральним урядом, як при династії Чосон, так і в колоніальний період, а також у післявоєнний час. Ця ситуація змінилася в 1995 році, після реформи місцевого самоврядування. Зараз посада мера виборна.

## Населення
Останнім часом населення Кьонджу підпорядковувалося тим же демографічним тенденціям, що і населення Південної Кореї в цілому. В основному це старіння населення і зменшення середнього розміру сім'ї. Приміром, на початку XXI століття середній розмір сім'ї в Кьонджу становив 2,8 осіб. Зважаючи на зменшення цього показника, зараз у місті більше домогосподарств (100 514), ніж у 1999 році, навіть попри те, що кількість населення зменшилася.
Як і в більшості невеликих південнокорейських міст, населення Кьонджу скорочується. Приміром, у період з 1999 по 2003 роки місто втратило 9,5 тис. чоловік. Основна причина цього криється в тому, що велика кількість жителів виїжджає з міста в пошуках роботи. На початку XXI століття негативна міграція в місті становила близько 4 тис. осіб щорічно. Під час цього періоду кількість смертей перевищувала кількість народжень на 1000 осіб щорічно.
Кількість некорейських громадян в Кьонджу невелика, однак постійно зростає. У 2003 році в місті жило 1778 офіційно зареєстрованих іноземців, що в два рази більше, ніж у 1999 році. Це зростання забезпечувався в основному емігрантами з країн Південно-Східної Азії, таких як Філіппіни, Китай, Тайвань, Індонезія та В'єтнам. Кількість іноземців з Японії, США і Канади за період з 1999 по 2003 роки значно знизилася.